# Finger Prints

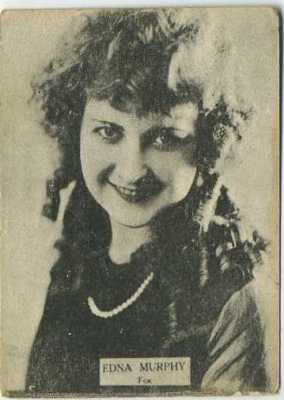
Edna Murphy personificou Lola Mackey.

Finger Prints é um seriado estadunidense de 1931, gênero policial, dirigido por Ray Taylor, em 10 capítulos, estrelado por Kenneth Harlan, Edna Murphy e Gayne Whitman. O seriado foi produzido e distribuído pela Universal Pictures, veiculando nos cinemas estadunidenses a partir de 23 de março de 1931.
Este seriado é considerado perdido.

## Sinopse
O agente do Secret Service Gary Gordon está tentando acabar com a River Gang, uma aliança de contrabandistas em que o pai de sua namorada, Lola Mackey, secretamente é membro. Logo depois, o eventos se complicam quando Kent Martin faz chantagem, sem sucesso, para obter a mão de Lola em casamento.

## Elenco
- Kenneth Harlan … Gary Gordon, agente do Serviço Secreto
- Edna Murphy … Lola Mackey, namorada de Gordon
- Gayne Whitman … Kent Martin
- Gertrude Astor … Jane Madden, namorada de Martin
- William Worthington … John Mackey, pai de Lola
- William L. Thorne … Joe Burke
- Monte Montague … Oficial Rooney

## Capítulos
1. The Dance of Death
2. A Fugitive of Fear
3. Toll of the Sea
4. The Sinister Shadow
5. The Plunge of Peril
6. The Finger of Fate
7. The Depths of Doom
8. The Thundering Terror
9. Flames of Fury
10. The Final Reckoning

Fonte:
Este foi o último seriado da Universal com 10 capítulos.